# 什皮利奇納
49°39′43″N 24°16′44″E / 49.66194°N 24.27889°E
什皮利奇納（羅馬化：Shpylchyna）是烏克蘭西部的村莊，隸屬利維夫州的利維夫區。該村始建於1850年，面積4.34平方公里，海拔高度350米，2001年人口533，人口密度每平方公里122.81人；2025年人口505。